# 디스토션
신호 처리에서 디스토션(distortion)은 신호의 원래 형태(또는 기타 특성)가 변경되는 것이다. 통신 및 일렉트로닉스 분야에서는 소리를 나타내는 오디오 신호나 이미지를 나타내는 비디오 신호와 같이 정보가 담긴 신호의 파형이 전자 장치나 통신 채널에서 변경되는 것을 의미한다.
디스토션은 일반적으로 원치 않으므로 엔지니어들은 이를 제거하거나 최소화하기 위해 노력한다. 그러나 어떤 상황에서는 디스토션이 바람직할 수도 있다. 예를 들어, 돌비 시스템과 같은 노이즈 감소 시스템에서는 오디오 신호가 전기 노이즈에 취약한 신호의 측면을 강조하는 방식으로 의도적으로 왜곡된 다음, 노이즈가 많은 통신 채널을 통과한 후 대칭적으로 "왜곡이 해제"되어 수신된 신호의 노이즈를 줄인다. 디스토션은 또한 특히 일렉 기타에서 음악 효과로 사용되기도 한다.
노이즈나 기타 외부 신호(험, 간섭)의 추가는 디스토션으로 간주되지 않지만, 양자화 왜곡의 영향은 때때로 노이즈에 포함된다. 노이즈와 디스토션을 모두 반영하는 품질 측정값에는 신호 대 노이즈 및 디스토션 (SINAD) 비율과 총 고조파 왜곡 더하기 노이즈 (THD+N)가 포함된다.

## 전자 신호
전기 통신 및 신호 처리에서 노이즈 없는 시스템은 전달 함수로 특징지을 수 있으며, 출력 {\displaystyle y(t)}는 입력 {\displaystyle x}의 함수로 다음과 같이 작성할 수 있다.
{\displaystyle y(t)=F(x(t))}
전달 함수가 완벽한 이득 상수 A와 완벽한 지연 T만 포함하는 경우:
{\displaystyle y(t)=A\cdot x(t-T)}
출력은 왜곡되지 않는다. 디스토션은 전달 함수 F가 이보다 더 복잡할 때 발생한다. F가 선형 함수인 경우, 예를 들어 이득 및 지연이 주파수에 따라 변하는 필터인 경우, 신호는 선형 왜곡을 겪는다. 선형 왜곡은 신호에 새로운 주파수 구성 요소를 도입하지 않지만 기존 구성 요소의 균형을 변경한다.

파형과 그 파형의 일부 왜곡된 버전을 나타내는 그래프

이 다이어그램은 다양한 왜곡 함수를 통해 전달될 때 신호(방형파 다음에 사인파로 구성됨)의 동작을 보여준다.
1. 첫 번째 추적(검정색)은 입력을 보여준다. 또한 왜곡 없는 전달 함수(직선)의 출력을 보여준다.
2. 하이패스 필터 (녹색 추적)는 낮은 주파수 구성 요소를 줄임으로써 방형파의 모양을 왜곡시킨다. 이것이 펄스 상단에 보이는 "처짐"의 원인이다. 이러한 "펄스 왜곡"은 펄스 열이 AC-결합(하이패스 필터링된) 증폭기를 통과해야 할 때 매우 중요할 수 있다. 사인파는 하나의 주파수만 포함하므로 모양이 변경되지 않는다.
3. 로우패스 필터 (파란색 추적)는 높은 주파수 구성 요소를 제거하여 펄스를 둥글게 만든다. 모든 시스템은 어느 정도 로우패스이다. 필터의 위상 왜곡으로 인해 로우패스 및 하이패스 경우의 사인파 위상이 다르다는 점에 유의하라.
4. 약간의 비선형 전달 함수(자주색)는 진공관 오디오 앰프에서 흔히 볼 수 있듯이 사인파의 피크를 부드럽게 압축한다. 이것은 소량의 저차 고조파를 생성한다.
5. 하드 클리핑 전달 함수(빨간색)는 고차 고조파를 생성한다. 전달 함수의 일부는 평평하며, 이는 이 영역에서 입력 신호에 대한 모든 정보가 손실되었음을 나타낸다.

완벽한 이득과 지연을 가진 이상적인 증폭기의 전달 함수는 단지 근사치일 뿐이다. 시스템의 실제 동작은 일반적으로 다르다. 비선형성은 능동 소자 (진공관, 트랜지스터, 연산 증폭기 등)의 전달 함수에서 비선형 왜곡의 일반적인 원인이다. 수동 부품 (동축 케이블 또는 광섬유 등)에서는 전파 경로의 불균일성, 반사 등으로 인해 선형 왜곡이 발생할 수 있다.

### 진폭 왜곡
진폭 왜곡은 시스템, 서브시스템 또는 장치에서 출력 진폭이 지정된 조건에서 입력 진폭의 선형 함수가 아닐 때 발생하는 왜곡이다.

### 고조파 왜곡
고조파 왜곡은 음파 주파수의 정수 배인 배음을 추가한다. 오디오 시스템에서 진폭 왜곡을 유발하는 비선형성은 시스템에 입력되는 순수한 사인파에 추가되는 고조파 (배음)의 관점에서 가장 자주 측정된다. 고조파 왜곡은 개별 구성 요소의 상대 강도, 데시벨 또는 모든 고조파 구성 요소의 제곱평균제곱근: 총 고조파 왜곡 (THD)을 백분율로 표현할 수 있다. 고조파 왜곡이 가청이 되는 수준은 왜곡의 정확한 특성에 따라 달라진다. 다른 유형의 왜곡(교차 왜곡 등)은 THD 측정값이 동일하더라도 다른 유형의 왜곡(소프트 클리핑 등)보다 더 잘 들린다. 무선주파수 응용 분야에서 고조파 왜곡은 THD로 거의 표현되지 않는다.

### 주파수 응답 왜곡
비평탄 주파수 응답은 필터에서 다른 주파수가 다른 양으로 증폭될 때 발생하는 왜곡의 한 형태이다. 예를 들어, AC-결합 캐스케이드 증폭기의 비균일 주파수 응답 곡선은 주파수 왜곡의 한 예이다. 오디오의 경우 이는 주로 실내 음향, 좋지 않은 라우드스피커 및 마이크, 주파수 종속 라우드스피커 임피던스와 결합된 긴 라우드스피커 케이블 등으로 인해 발생한다.

### 위상 왜곡
이러한 형태의 왜곡은 주로 전기 리액턴스로 인해 발생한다. 여기서 입력 신호의 모든 구성 요소가 동일한 위상 편이로 증폭되지 않으므로 출력 신호의 일부가 나머지 출력과 위상이 맞지 않게 된다.

### 그룹 지연 왜곡
분산 매체에서만 발견할 수 있다. 도파관에서는 위상속도가 주파수에 따라 변한다. 필터에서는 그룹 지연이 차단 주파수 근처에서 정점에 도달하여 펄스 왜곡을 유발하는 경향이 있다. 예를 들어 12 채널 캐리어와 같이 아날로그 장거리 트렁크가 일반적일 때, 중계기에서 그룹 지연 왜곡을 보정해야 했다.

## 디스토션 보정
시스템 출력이 y(t) = F(x(t))로 주어지면, 역함수 F−1을 찾을 수 있고 이를 의도적으로 시스템의 입력 또는 출력을 왜곡하는 데 사용하면 왜곡이 보정된다.
유사한 보정의 예는 LP/바이닐 레코딩 또는 FM 오디오 전송이 선형 필터에 의해 의도적으로 사전 강조되는 경우, 재생 시스템이 역 필터를 적용하여 전체 시스템을 왜곡되지 않게 만드는 것이다.
역함수가 존재하지 않는다면 보정은 불가능하다. 예를 들어 전달 함수에 평평한 부분이 있는 경우 (역함수는 여러 입력 지점을 단일 출력 지점에 매핑한다). 이는 수정 불가능한 정보 손실을 발생시킨다. 이러한 상황은 앰프가 과구동될 때 발생할 수 있다. 클리핑 또는 슬루율 왜곡을 유발하여 잠시 동안 입력 신호가 아닌 앰프 특성만으로 출력이 결정될 수 있다.

### 짝수차 고조파 왜곡 상쇄
많은 대칭 전자 회로는 왜곡 성분이 거의 동일한 크기이지만 위상이 반대인 회로의 반대쪽 절반에서 두 신호를 결합하여 증폭기 구성 요소의 비선형성에 의해 생성되는 짝수 고조파의 크기를 줄인다. 예시로는 푸시풀 증폭기 및 롱테일 페어가 있다.

## 텔레타이프라이터 또는 모뎀 신호
FSK와 같은 이진 신호에서 디스토션은 시작 펄스의 시작점에 대해 신호 펄스의 중요한 순간이 올바른 위치에서 벗어나는 것이다. 디스토션의 크기는 이상적인 단위 펄스 길이의 백분율로 표현된다. 이를 때때로 바이어스 디스토션이라고도 한다.
전신 왜곡은 이와 유사한 오래된 문제로, 마크 및 스페이스 간의 비율을 왜곡한다.

## 오디오 디스토션

파형과 그 파형의 왜곡된 버전을 나타내는 그래프

오디오와 관련하여 디스토션은 입력에 비해 출력 파형의 모든 종류의 변형을 의미하며, 일반적으로 전자 부품의 비선형 동작 및 전원 공급 장치 제한으로 인해 발생하는 클리핑, 고조파 왜곡 또는 상호변조 왜곡 (혼합 현상)이 발생한다. 특정 유형의 비선형 오디오 디스토션에 대한 용어는 다음과 같다: 교차 왜곡 및 슬루 유도 왜곡 (SID).
다른 형태의 오디오 디스토션으로는 비평탄 주파수 응답, 압축, 변조, 에일리어싱, 양자화 노이즈, 와우 및 플러터 (바이닐 레코드 및 자기 테이프와 같은 아날로그 매체에서 발생)가 있다. 인간의 귀는 위상 왜곡을 들을 수 없지만, 스테레오 이미지에는 영향을 미칠 수 있다.
대부분의 분야에서 디스토션은 신호에 대한 원치 않는 변화로 특징지어진다. 음악에서의 디스토션은 록 음악의 헤비 메탈 및 펑크 록과 같은 스타일에서 일렉 기타 신호에 적용될 때 종종 의도적으로 효과로 사용된다.

## 미술의 디스토션
시각 예술에서 디스토션은 아이디어를 표현하거나 감정을 전달하거나 시각적 영향을 높이기 위해 예술가가 형태의 크기, 모양 또는 시각적 특성에 가하는 모든 변화를 말한다. 이러한 디스토션 또는 "추상화"는 주로 사진처럼 사실적인 원근법 또는 사실적인 비례에서 의도적으로 벗어나는 것을 의미한다. 예시로는 피카소의 "우는 여인"과 엘 그레코의 "목자들의 경배"가 있는데, 이들 작품의 인물은 표준 원근법으로는 불가능한 방식으로 불규칙하고 (물리적 디스토션이 흔히 그렇듯이) 비대칭적으로 비례를 이루고 있다.

## 광학
광학에서 이미지/광학 디스토션은 광학 시스템의 광축에서 거리가 증가함에 따라 배율이 변하여 발생하는 직선 투영에서의 이탈이다.

## 지도 투영
지도학에서 디스토션은 지형지물의 면적이나 형태를 잘못 나타내는 것이다. 예를 들어, 메르카토르 도법은 높은 위도에 있는 지역의 크기를 과장하여 왜곡한다.

## 같이 보기
- 에일리어싱
- 페이딩
- 손실 압축